# Atlético Madrid BM
Atlético Madrid Balonmano was een handbalclub dat deel uitmaakte van de Atlético Madrid.

## Geschiedenis
Atlético Madrid is in de vroege jaren 50, ontstaan. Atlético won het 11 Spaanse landstiteks en 10 de nationale bekers en bereikte het de finale van de EHF Champions League 1984/85 en de EHF Cup in 1986/87, Atlético  ze verloren beide. 
In 1992 ontbond Jesús Gil de handbalafdeling van Atlético Madrid, maar Atlético het bleef voor twee seizoenen Atlético Madrid Alcobendas heten onder leiding van enkele aandeelhouders, voordat het uiteindelijk in 1994 opgeheven werd.
Los Colchoneros verwelkomde handbal in 2011 weer in hun organisatie, aangezien ze officiële sponsors werden van BM Neptuno, voorheen bekend als BM Ciudad Real. Het nieuwe team begon redelijk succesvol en versloeg Barcelona 33–26 in de Supercup-wedstrijd in augustus 2011.

## Erelijst
- Liga ASOBAL:
  - 11 - 1951/52, 1953/54, 1961/62, 1962/63, 1963/64, 1964/65, 1978/79, 1980/81, 1982/83, 1983/84, 1984/85.
- Copa del Rey:
  - 10 - 1962, 1963, 1966, 1967, 1968, 1978, 1979, 1981, 1982, 1987
- Supercopa ASOBAL:
  - 2 - 1986, 1988